# Bujny Księże
Bujny Księże (prononciation [ˈbui̯nɨ ˈkɕɛ̃ʐɛ]) est un village de la gmina de Zelów, du powiat de Bełchatów, dans la voïvodie de Łódź, situé dans le centre de la Pologne.
Il se situe à environ 4 kilomètres au sud-est de Zelów (siège de la gmina), 12 kilomètres au nord-ouest de Bełchatów (siège du powiat) et 40 kilomètres au sud de Łódź (capitale de la voïvodie).

## Administration
De 1975 à 1998, le village est attaché administrativement à l'ancienne voïvodie de Piotrków.

Depuis 1999, il fait partie de la nouvelle voïvodie de Łódź.